# Ed Sabol
Edwin Sabol, detto Ed (Atlantic City, 11 settembre 1916 – Scottsdale, 9 febbraio 2015), è stato un regista statunitense fondatore (con suo figlio Steve Sabol, tra gli altri) di NFL Films. Fu inserito nella Pro Football Hall of Fame nel 2011 come addetto ai lavori per i suoi contributi con NFL Films.

## NFL Films
Sabol fondò Blair Motion Pictures nel 1962. Il suo primo contratto d'alto livello fu per la finale del campionato NFL 1962 tra New York Giants e Green Bay Packers allo Yankee Stadium di New York. Nel 1964, Blair Motion Pictures divenne NFL Films, con un accordo esclusivo contratto per conservare le partite della NFL su pellicola. Suo figlio di Steve Sabol disse NFL Films, "L'unico sforzo umano catturato più a fondo della National Football League è stata la Seconda guerra mondiale. Nel 1995 si ritirò ufficialmente da NFL Films nel suo ruolo di presidente. L'anno successivo fu inserito nella International Jewish Sports Hall of Fame. Il 5 febbraio 2011, Sabol fu selezionato per l'introduzione nella Pro Football Hall of Fame a Canton, Ohio.
Durante il periodo in cui egli fu alla direzione, NFL Films vinse la bellezza di 52 Grammy Awards.

## Morte
Sabol venne a mancare il 9 febbraio 2015 presso la sua abitazione a Scottsdale, in Arizona, all'età di 98 anni.

## Premi e riconoscimenti
- 1987 Order of the Leather Helmet (presentato dalla NFL Alumni Association)[2]
- 1987 Bert Bell Memorial Award (presentato dalla NFL)[2]
- 1991 Pete Rozelle Award (presentato dalla NFL)[2]
- 1996 International Jewish Sports Hall of Fame[2]
- 1996 Broadcast Pioneers Hall of Fame
- 2003 Lifetime Achievement Emmy
- 2004 John Grierson International Gold Medal[4]
- 2011 Pro Football Hall of Fame[5]